# 伝送
伝送（でんそう）とは、形を変えて一ヶ所から別の場所に移動することを表し、主に工学分野で使われる用語である。
一方、形式を変えないで移動する場合は転送（てんそう）と言う。
英語では伝送と転送（てんそう）を区別せず、トランスミット（transmit）やトランスミッション（transmission）と言う場合が多い。

## 概要
電気機器、電子機器、無線や光通信など工学における伝送（でんそう）とは情報やデータを一方の装置から他の装置へ移動させる際に、別の形式に変えて伝えること。一般に二つの装置は遠距離に置かれる。例えば、音声、画像、情報、データなど表す電気の電圧値形式の信号を無線の電波の形式に変えて（変調と言う）移動する。移動完了後、そこで元の形式に戻す（復調と言う）ことで元の電圧値形式が再現され、移動の目的を成す。

電気を送る事は「送電」（そうでん）と言い、転送や伝送とは言わない。 
荷物や郵便物を転送するなど、転送は一般に多くの状況で広く使われる言葉であるが、工学的には伝送と転送は区別して使用しなければならない。 

## 各種の伝送方式
1. 電気伝導体を利用した伝送（電気伝導体での伝送媒体は伝送路「種類」を参照のこと。）
  1. 変調を伴うアナログの電気的な伝送
    - AM（振幅変調）
    - FM（周波数変調）
    - PM（位相変調）
    - SSB（抑圧搬送波単側波帯はＡＭ（振幅変調）からキャリア（搬送波）を排除、または圧迫した変調方式）
SSBは用途によりLSB、USB、カーン方式AMステレオの3つに分かれる。

  2. 変調を伴うパルスの電気的な伝送パルス変調
    - PWM（パルス幅変調)
    - PAM（パルス振幅変調）
    - PDM（パルス密度変調）
    - PPM（パルス位置変調）
    - PCM（パルス符号変調）

  3. 変調を伴なわない電気的な伝送
    - CW（無変調連続波(電信：モールス信号)）「信号の長短有無、パルス」

  4. 変調を伴うデジタルの電気的な伝送（デジタル変調）
    - ASK（振幅偏移変調）
    - FSK（周波数偏移変調）
    - PSK（位相偏移変調）
    - QAM（直角位相振幅変調）
    - OOK（オンオフ変調）
    - MSK（最小偏移変調）
2. 電気伝導体を利用しない伝送
  1. 気体、液体、固体に意味のある振動（音）の情報を載せた伝送
  2. 空気（気体）にホルモンなどの意味のある臭いに情報を載せた伝送
  3. 空間上で光に情報を載せた伝送
    - 手旗信号、発光信号